# Valdesamario
Valdesamario (leóni nyelven Valdesamariu) település Spanyolországban, León tartományban. Lakosainak száma 175 fő (2024).

## Földrajza
Valdesamario Soto y Amío, Las Omañas, Quintana del Castillo, Villagatón, Igüeña és Riello községekkel határos.

## Népesség
A település lakosságának változását az alábbi diagram mutatja:
| Lakosok száma | 272  | 224  | 218  | 214  | 222  | 216  | 199  | 95   | 186  | 175  |
|               | 2001 | 2004 | 2007 | 2009 | 2012 | 2014 | 2017 | 2019 | 2022 | 2024 |